# Yesenin (phim)
Yesenin (tiếng Nga: Есенин) là một bộ phim truyền hình dài tập của đạo diễn Igor Zaytsev.

## Nội dung
Chuyện phim xoay quanh cuộc đời ngắn ngủ nhưng đầy hào hoa và mâu thuẫn của thi sĩ Sergey Yesenin, bắt đầu từ thời điểm anh lên thủ đô học Đại học rồi gặp Isadora Duncan...

## Diễn viên
- Sergey Bezrukov... Sergey Yesenin
- Sean Young... Isadora Duncan
- Gary Busey... Paris Zinger (chồng thứ hai của Isadora Duncan)
- Ksenya Rappoport... Galina Benislavskaya
- Yekaterina Guseva... Avgusta Miklashevskaya
- Aleksandr Mikhailov... Aleksandr Khlystov (Thanh tra KGB)
- Oleg Tabakov... Simagin (Trưởng Thanh tra KGB)
- Gosha Kutsenko... Yakov Blyumkin
- Vitaly Bezrukov... Aleksandr Nikitich (cha Sergey Yesenin)
- Valentina Telichkina... Tatyana Fyodorovna (mẹ Sergey Yesenin)
- Yury Dubrovin... ông ngoại Sergey Yesenin
- Anatoly Gushchin... Ilya (em trai Sergey Yesenin)
- Irina Apeksimova... Anna Abramovna Berzin
- Maria Golubkina... Sofia Andreyevna (vợ Lev Tolstoy)
- Tatyana Lyutayeva... Olga Konstantinovna Tolstaya
- Marina Zudina... Zinaida Raykh
- Denis Nikiforov... Aleksandr Borisovich Kusikov
- Maksim Lagashkin... Aleksey Yeliseyevich Kruchenykh
- Pavel Derevyanko... Aleksey Ganin
- Avangard Leontev... Anatoly Lunacharsky
- Dmitry Shcherbin... Anatoly Mariengof
- Irina Bezrukova... Lidya Kashina
- Natalia Rogozhkina... Anna Izryadnova
- Sergey Astakhov... Ilya Shneider
- Yevgeny Dyatlov... Vladimir Mayakovsky
- Aleksey Grishin... Osip Mandelstam
- Igor Ivanov... Loman
- Konstantin Khabensky... Leon Trotsky
- Yevgeny Koryakovsky... Boris Pasternak
- Andrey Krasko... Iosif Stalin
- Olga Krasko... Yelena (nhân viên lưu trữ)
- Vladimir Kuznetsov... Maksim Gorky
- Oleg Komarov... Grigory Zinovyev
- Andrey Leonov... Aleksandr Sakharov
- Oleg Lopukhov... Vladimir Nasedkin
- Roman Madyanov... Sergey Kirov
- Natalia Rogozhkina... Anna Izryadnova (vợ đầu của Sergey Yesenin)
- Pyotr Merkuryev... Vsevolod Meyerhold
- Aleksandr Mezentsev... Feliks Dzerzhinsky
- Yulia Peresild... Yekaterina (em gái Sergey Yesenin)
- Nikolai Olyalin... Grigory Samokhin
- Aleksandr Robak... Pribludny
- Andrey Rudensky... Aleksandr Blok
- Yury Sherstnev... nhà bệnh lý học
- Anna Snatkina... Công chúa Tatyana
- Daniil Spivakovsky... Vladimir Vetlugin
- Andrey Tolubeyev... nhân viên KGB
- Sergey Veksler... nhân viên KGB

## Hậu trường
Hình tượng điều tra viên Aleksandr Khlystov được lấy nguyên mẫu từ một nhân vật có thật: Eduard Khlystalov (1932 - 2003) - nhà văn, Đại tá, Thanh tra Tổng cục Chính trị Bộ Nội vụ Liên Xô.
Ông là người đã viết rất nhiều bài báo, tiểu luận, truyện ngắn cũng như tiểu thuyết mà trong đó mang nội dung phản ánh cuộc đấu tranh chống tội phạm, thái độ tôn trọng sự thật, trung thành nhất mực với lý tưởng nhân dân và tình yêu Tổ quốc cao cả. Ít ai biết rằng, ông cũng là người đã viết nhiều tiểu luận chính trị với nội dung tố cáo những vụ gian lận đã bị che giấu trong lịch sử.
Trong suốt cuộc đời mình, Eduard Khlystalov đã góp phần rất lớn trong việc đánh giá, phân tích và từng bước "tẩy rửa" những vết nhơ trong lý lịch của nhiều nhân vật đã để lại dấu ấn dù ít dù nhiều trong suốt chiều dài tồn tại của Nhà nước Soviet như: Georgy Gapon, Đô đốc Hải quân Aleksandr Kolchak, những nghi vấn xung quanh số phận đầy bi kịch của nhà thơ Sergey Yesenin, Aleksey Ganin, Vladimir Nasedkin, Pyotr Vasilyev, S.Klychkov, P.Oreshina và nhiều người khác. Trong số họ có nhiều người bị coi là kẻ thù của nhân dân hoặc nhân vật đối lập với chính quyền Soviet... Khlystalov đặc biệt quan tâm đến những nghi án quanh cái chết của thiên tài thi ca Nga - Sergey Yesenin. Ông đã có nhiều bài viết nghiên cứu về sự kiện khó quên trong tiềm thức nhân dân Nga này.

## Chi tiết thú vị
Vai diễn Sergey Yesenin do nam diễn viên Sergey Bezrukov - con trai nhà biên kịch Vitaly Bezrukov (cũng chính ông thủ vai cha Sergey Yesenin) - đóng, tài năng của anh đã được công chúng yêu điện ảnh thừa nhận qua hình tượng Aleksandr Sergeyevich Pushkin trong một bộ phim cùng tên.
Cũng chính nhờ thành công của bộ phim này mà anh tiếp tục được thể hiện khả năng diễn xuất trong vai một nhà thơ khác - người được tôn vinh chỉ sau Pushkin - đó chính là Yesenin. Một điểm thú vị nữa trong bộ phim "Yesenin" là nhân vật nhà đạo diễn kỳ cựu gốc Đức Vsevolod Meyerhold - một trong những huyền thoại Điện ảnh Soviet - do chính con trai ông Pyotr Merkuryev đảm nhận.